# Ilioupolis
Ilioupolis este un oraș în Grecia.